# Arbetsbok
Arbetsbok (övningsbok) kan också vara ett komplement till lärobok.

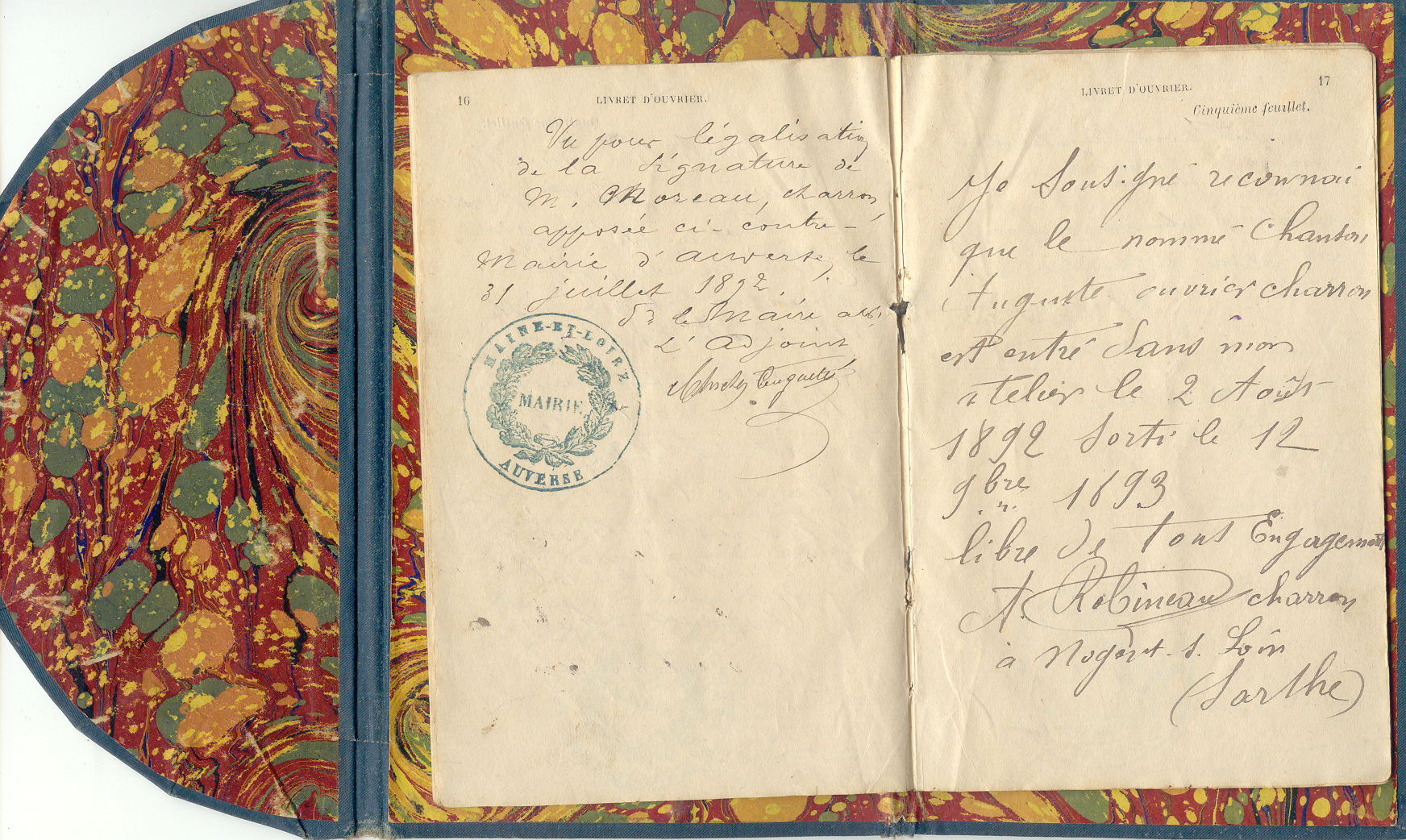
Uppslag i fransk arbetsbok från 1883 med anteckningar och stämplar.

Arbetsbok var en liten personlig anteckningsbok som en arbetare eller gesäll bar med sig, där arbetsgivare respektive mästare kunde skriva in tid för anställning och eventuellt betyg (arbetsbetyg, avskedsbetyg). Arbetsböcker kunde utfärdas av polisen och användas som legitimation. Reglerna och tillämpningen har skiljt sig åt mellan olika länder och tider.
I Frankrike infördes 1749 krav på arbetsbetyg för kringresande gesäller och arbetare, som 1781 gavs formen av en liten bok (livret d'ouvrier). Obligatoriet avskaffades vid franska revolutionen, men återinfördes 1803 och avskaffades på nytt 1890. Arbetare som ville fick fortsätta att använda dem.
I Danmark infördes 1832 krav på intygsbok (skudsmålsbog) för allt tjänstefolk som sökte jobb utanför sin födelsesocken. Boken började med konfirmationsattest och kunde innehålla intyg om vaccinationer och anställningar. 1867 infördes ett förbud för arbetsgivare att skriva in omdömen, enbart anställningstiden fick anges. Intygsböckerna avskaffades 1921.
I Tyskland infördes 1883 krav på arbetsbok (Arbeitsbuch) för minderåriga (under 21 års ålder) arbetare. I april 1935 infördes kravet även för vuxna arbetare, först för bristyrken som gruv- och metallarbetare, senare för många fler kategorier. 1938 hade 22,5 miljoner arbetsböcker utfärdats.
1896 liksom 1904 var arbetsböcker obligatoriska i Österrike, Ungern och Ryssland. I Ryssland kallades de avräknings- eller avlöningsbok (расчётная книжка). I Sovjetunionen infördes krav på arbetsbok (трудо́вая кни́жка, trudovaja knizjka) i juli 1918 som ett led i alla medborgares rätt och skyldighet att arbeta. Efter några förändringar 1924, återinfördes arbetsboken i januari 1939. Den avskaffades 1992 när Sovjetunionen upplöstes, men återinfördes i Ryssland 2002.